# Besalú
Besalú ist eine mittelalterliche Kleinstadt in der Provinz Girona in der Autonomen Region Katalonien. Besalú ist die Hauptstadt der Comarca Garrotxa. Der Ort ist seit 1966 als Kulturgut (Bien de Interés Cultural) in der Kategorie Conjunto histórico-artístico anerkannt.

## Lage
Besalú liegt auf einer felsigen Anhöhe auf dem Nordufer des Río Fluvià am Fuße der spanischen Pyrenäen etwa 33 Kilometer (Fahrtstrecke) nordwestlich von Girona bzw. etwa 25 Kilometer südwestlich von Figueres in einer Höhe von etwa 150 Metern ü. d. M.

## Bevölkerungsentwicklung
| Jahr      | 1842  | 1900  | 1950  | 1970  | 1991  | 2011  | 2021  |
| Einwohner | 1.828 | 1.350 | 1.219 | 1.798 | 2.098 | 2.417 | 2.499 |

Aufgrund der Reblauskrise im Weinbau und der zunehmenden Mechanisierung der Landwirtschaft waren die Einwohnerzahlen in der zweiten Hälfte des 19. und der ersten Hälfte des 20. Jahrhunderts deutlich rückläufig; seit den 1960er Jahren ist wegen des zunehmenden Tourismus ein Wiederanstieg zu verzeichnen.

## Wirtschaft
Früher lebten die Einwohner hauptsächlich als Selbstversorger von der Landwirtschaft, zu der auch der Anbau von Wein und die Haltung von Vieh gehörten. Außerdem diente der befestigte Ort als handwerkliches und merkantiles Zentrum mehrerer Dörfer und Weiler in der Umgebung, in der seit der frühen Neuzeit Kalk bzw. Gips abgebaut werden. Inzwischen ist der Ort von großer touristischer Bedeutung.

## Geschichte
Der strategisch bedeutsame Platz scheint schon in der Antike besiedelt gewesen zu sein. Im 10. Jahrhundert entstand eine Burg (castell), zu deren Füßen sich der Ort entwickelte. Seit dem ausgehenden 9. Jahrhundert war Besalú die Hauptstadt einer unabhängigen Grafschaft, die jedoch im Jahr 1111 in der Grafschaft Barcelona aufging. Besalú bildete eine Station auf dem durch Katalonien führenden Pilgerweg nach Santiago de Compostela; es entstand ein Hospital (Casa Cornellà). Auch eine nicht unbedeutende jüdische Gemeinde existierte hier.

## Sehenswert

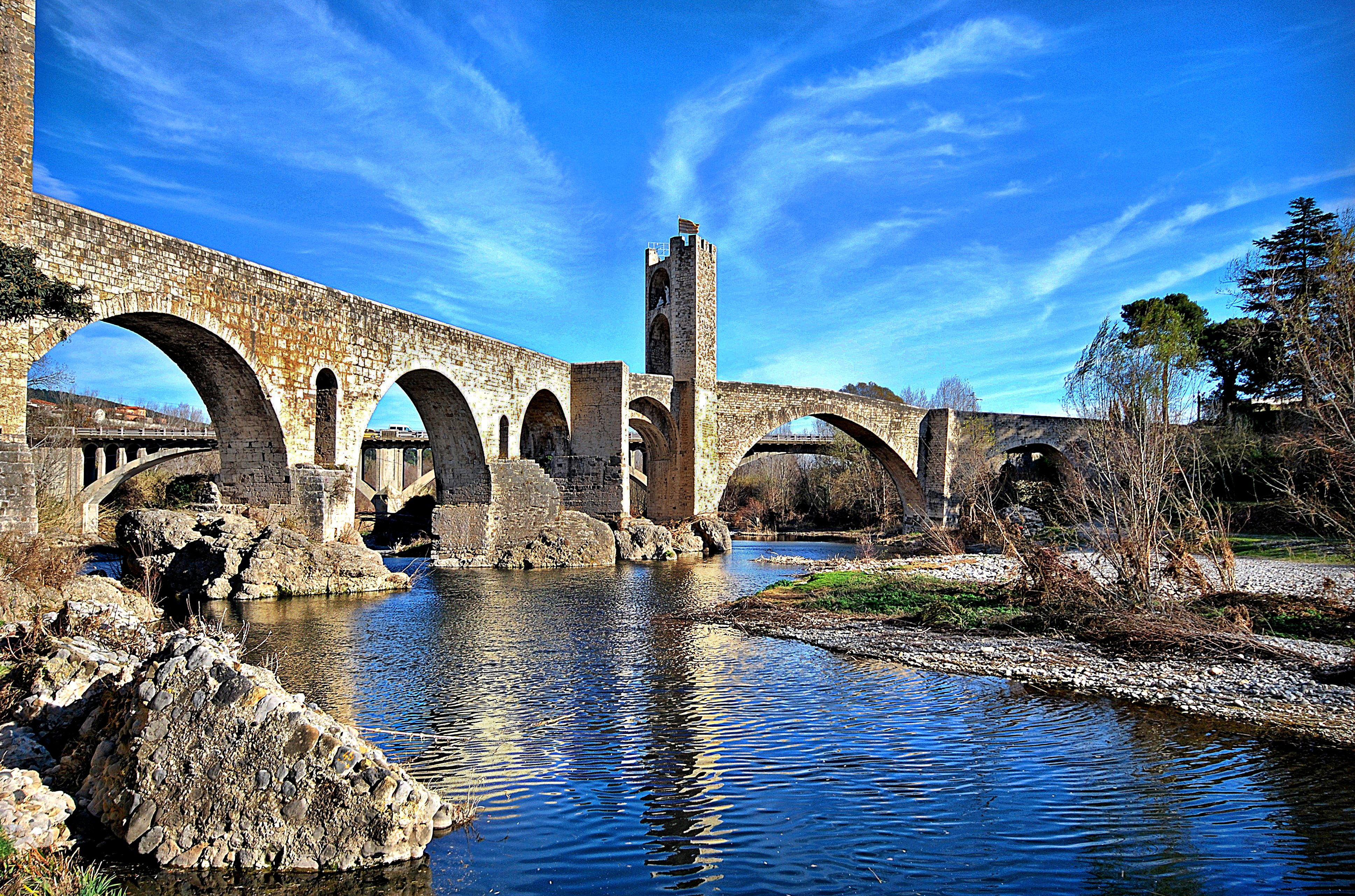
Brücke von Besalú

- Die ehemalige Hauptstadt der gleichnamigen Grafschaft stellt eine mittelalterlich-historisch künstlerische Gesamtheit dar – eine der besterhaltenen in ganz Katalonien. Der Ortskern steht unter Denkmalschutz. Bekannte Bauwerke sind die Kirche Sant Vicenç aus dem 10. Jahrhundert, die Klosterkirche Sant Pere de Besalú und die Kirche des Hospital de Sant Julià, beide aus dem 12. Jahrhundert, sowie das romanische Wohnhaus Casa de Cornellà. Aus dem 13. bis 14. Jahrhundert stammt das bedeutende gotische Wohnhaus der Curia Reil.
- Die Mikwe im Komplex der Synagoge ist das einzig erhaltene jüdische Ritualbad auf der iberischen Halbinsel.
- Besonders markant ist die im 14. Jahrhundert erbaute Brücke von Besalú, die 105 Meter lange, durch Türme gesicherte Pont Vell (‚Alte Brücke‘) über den Río Fluvià.
- Das im Jahr 2007 eröffnete Museu de Miniatures i Microminiatures de Besalú zeigt ein breites Spektrum von Kleinkunstwerken aus vielen Kulturen der Welt.

## Persönlichkeiten
- Abt Oliba (971–1046), der geistige Vater Kataloniens, wurde hier geboren.
- Ramon Vidal de Besalú, ein Trobador, wurde hier im Jahr 1196(?) geboren.